# Ach-Charqiya du Nord

Wadi Bani Khalid, direction nord

Ach-Charqiya du Nord (ou Shamāl ash Sharqīyah) est un gouvernorat du sultanat d'Oman située à l'Est du pays. Il est issu de scission de la région (mintaqat) d'Ach-Charqiya par la réforme du 28 octobre 2011 :
La capitale est Ibra (14 551 habitants en 2010).
Ce gouvernorat regroupe les wilayas suivantes :
- Ibra
- al Mudhaibi
- Bidiya
- Al Kabil
- Wadi Bani Khalid
- Dima W'attayin